# Nephrolepis pseudobiserrata
Nephrolepis pseudobiserrata är en spjutbräkenväxtart som beskrevs av Miyam. Nephrolepis pseudobiserrata ingår i släktet Nephrolepis och familjen Nephrolepidaceae. Inga underarter finns listade.